# Aristotelia
Aristotelia L’Hér. – rodzaj roślin z rodziny eleokarpowatych (Elaeocarpaceae). Obejmuje co najmniej 7 gatunków występujących naturalnie w Chile, Argentynie, Nowej Zelandii oraz Australii (wraz z Tasmanią). Są to rośliny drzewiaste występujące w zaroślach, niektóre gatunki pojawiają się masowo na porębach.

## Historia i etymologia
Charles Louis L’Héritier de Brutelle po raz pierwszy opisał ten rodzaj w 1784. Nadał mu nazwę na cześć Arystotelesa.

## Morfologia
PokrójKrzewy i drzewa osiągające do 10 m wysokości.
LiścieZimozielone lub zrzucane przed zimą, zazwyczaj naprzeciwległe, pojedyncze lub pierzasto złożone, o blaszce na brzegu ząbkowanej.
KwiatyDrobne i jednopłciowe, u niektórych gatunków kwiaty żeńskie i męskie rozwijają się na tych samych roślinach (jednopienność), u innych na różnych (dwupienność). Okwiat składa się 4 lub 5  wolnych działek kielicha oraz 4 lub 5 płatków, na brzegach ząbkowanych, klapowanych lub frędzlowatych. Płatki mają barwę zieloną, białą, różową do czerwonawej. W kwiatach męskich pręcików jest od 4 do wielu. W kwiatach żeńskich zalążnia jest dwu- do czterokomorowej i w każdej komorze zawiera po dwa zalążki. Szyjki słupka zwykle są silnie odgięte.
OwoceJagody, zwykle czerwone do czarnych po dojrzeniu. Nasiona kanciaste.

## Zastosowanie
W medycynie niekonwencjonalnej suche owoce rodzaju Aristotelia stosuje się na niestrawność oraz dziecięce biegunki. Skruszone świeże korzenie mają zastosowanie jako środek zapobiegający lub łagodzący gorączkę, ponieważ obniża temperaturę ciała. Żucie skruszonych korzeni może także oczyszczać oraz goić rany jamy ustnej. Ponadto liście gatunku Aristotelia serrata pomagają przy oparzeniach, reumatyźmie, czyrakach, czy bólu oczu. Natomiast kora tego gatunku zanurzona w zimnej wodzie może pomagać przy problemach z oczami.

## Systematyka
Pozycja według APweb (aktualizowany system APG III z 2009)
Przedstawiciel  rodziny eleokarpowatych (Elaeocarpaceae) należącej do rzędu szczawikowców (Oxalidales) reprezentującego dwuliścienne właściwe.
Wykaz gatunków
- Aristotelia australasica F.Muell.
- Aristotelia braithwaitei F.Muell.
- Aristotelia chilensis (Molina) Stuntz
- Aristotelia fruticosa Hook.f.
- Arystotelia gaultheria F.Muell.
- Aristotelia peduncularis (Labill.) Hook.f.
- Aristotelia serrata (J.R.Forst. & G.Forst.) Oliv.

Mieszańce międzygatunkowe
- Aristotelia × colensoi Hook.f.